# 西新井大師西駅

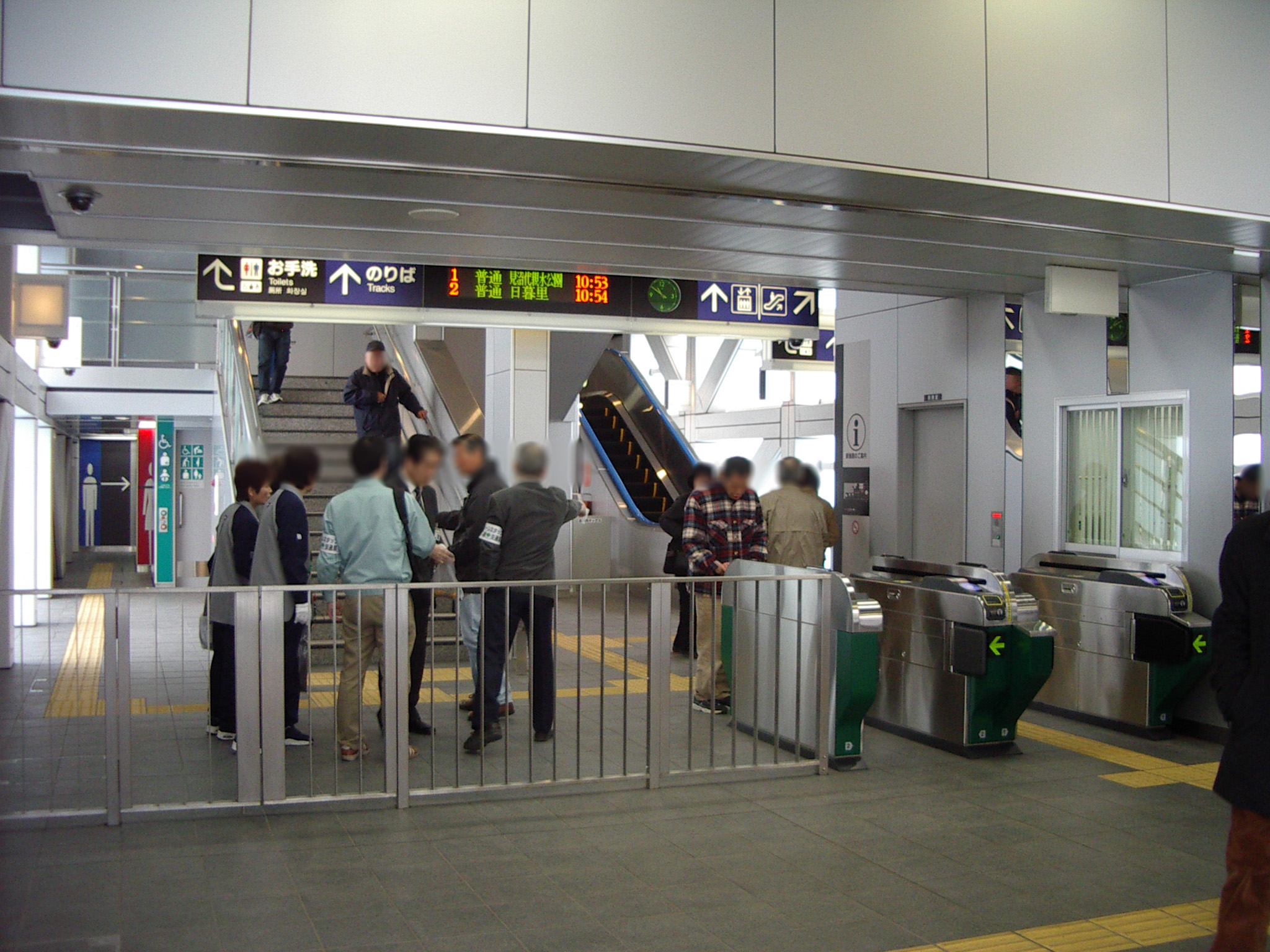
改札付近（2008年3月30日）

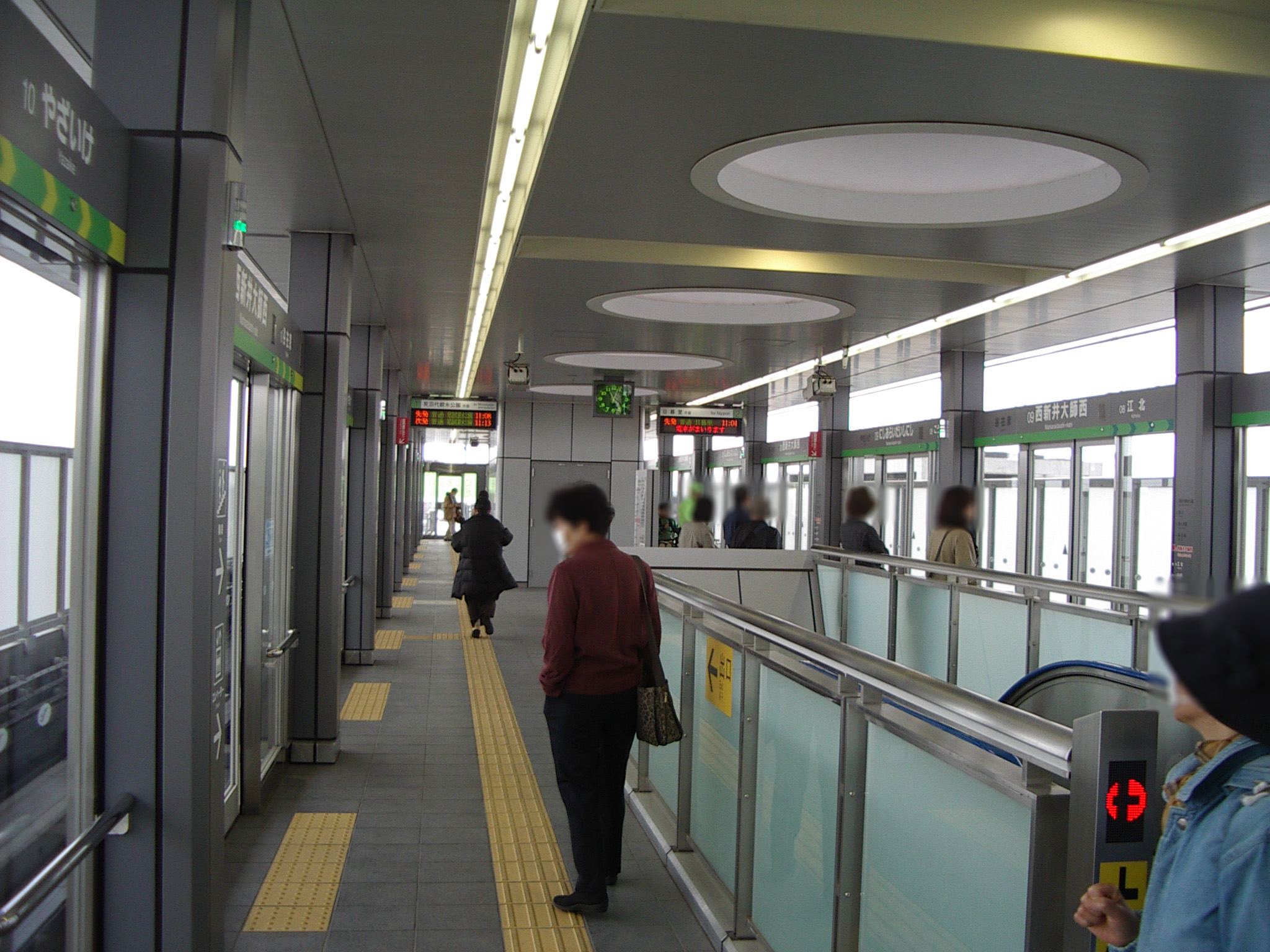
ホーム付近（2008年3月30日）

西新井大師西駅（にしあらいだいしにしえき）は、東京都足立区江北六丁目にある、東京都交通局日暮里・舎人ライナーの駅である。駅番号はNT 09。北隣の谷在家駅と共に足立区の駅としては最も西にある。
駅名の通り、西新井大師の西側に位置するが、徒歩で約20分、道なり距離で1キロメートルほど離れている。西新井大師へは東武大師線大師前駅からの方が近い。

## 歴史
- 2008年（平成20年）3月30日 - 開業[2][3]。

### 駅名について
計画段階では駅の南側にある公園に因んだ「上沼田東公園（かみぬまたひがしこうえん）」という仮称だった。しかし足立区による駅名公募で「西新井大師西」が957票を集めて1位となり、122票の2位「上沼田東公園」を大きく離した。また足立区としても西新井大師について「四季折々の花々や様々なイベントによる集客は、日暮里・舎人線沿線の活性化には、欠かせない存在」と評し、「西新井大師西」を第1位で推薦、2006年11月13日に現在の駅名に正式決定した。なお、足立区は「西新井大師西」「上沼田東公園」のほか、公募3位（118票）の「新西新井」も併せて推薦している。

## 駅構造
島式ホーム1面2線を有する高架駅である。

### のりば
| 番線 | 路線                 | 行先               |
| ---- | -------------------- | ------------------ |
| 1    | 日暮里・舎人ライナー | 見沼代親水公園方面 |
| 2    | 日暮里・舎人ライナー | 日暮里方面         |

## 利用状況
2023年（令和5年）度の1日平均乗降人員は11,848人（乗車人員：5,943人、降車人員：5,905人）である。日暮里・舎人ライナー13駅中第5位。
開業以来の1日平均乗降・乗車人員の推移は下表の通りである。
| 年度               | 1日平均 乗降人員 | 1日平均 乗車人員 | 出典     |
| ------------------ | ---------------- | ---------------- | -------- |
| 2007年（平成19年） |                  | 5,072            | [ * 1 ]  |
| 2008年（平成20年） | 7,572            | 3,692            | [ * 2 ]  |
| 2009年（平成21年） | 7,919            | 3,975            | [ * 3 ]  |
| 2010年（平成22年） | 8,578            | 4,318            | [ * 4 ]  |
| 2011年（平成23年） | 8,922            | 4,491            | [ * 5 ]  |
| 2012年（平成24年） | 8,843            | 4,442            | [ * 6 ]  |
| 2013年（平成25年） | 9,337            | 4,692            | [ * 7 ]  |
| 2014年（平成26年） | 9,640            | 4,850            | [ * 8 ]  |
| 2015年（平成27年） | 10,260           | 5,155            | [ * 9 ]  |
| 2016年（平成28年） | 10,675           | 5,367            | [ * 10 ] |
| 2017年（平成29年） | 11,701           | 5,878            | [ * 11 ] |
| 2018年（平成30年） | 11,978           | 6,014            | [ * 12 ] |
| 2019年（令和元年） | 12,163           | 6,106            | [ * 13 ] |
| 2020年（令和02年） | 9,783            | 4,906            | [ * 14 ] |
| 2021年（令和03年） | 10,337           | 5,184            | [ * 15 ] |
| 2022年（令和04年） | 11,172           | 5,610            | [ * 16 ] |
| 2023年（令和05年） | 11,848           | 5,943            |          |

備考
1. ↑  2008年3月30日開業。開業日から同年3月31日までの計2日間を集計したデータ[12]。

## 駅周辺
- 江北六丁目団地
- 足立江北郵便局
- 足立区立鹿浜五色桜小学校
- 足立区立西新井中学校
- 上沼田東公園
- 足立富士見公園
- 土屋鞄製造所本店
- 西新井大師
- 環七通り
- ゲオ西新井大師西店
- PC DEPOT西新井店
- ベルクス 西新井西店
- スギ薬局西新井店
- かっぱ寿司 足立谷在家店
- 西新井大師西スタジオ
- 瀧野川信用金庫 江北支店

## バス路線
西新井大師西駅
- 環七北通り東行
  - 国際興業バス
    - 赤23 - 西新井駅行（西新井車庫経由）

  - 東武バスセントラル
    - はるかぜ4号（西05） - 足立区役所（西新井駅東口経由）
    - はるかぜ4号（西06） - 西新井駅東口行
- 環七北通り西行
  - 国際興業バス
    - 赤23・赤23-2 - 赤羽駅東口行（荒川大橋経由）

  - 東武バスセントラル
    - はるかぜ4号（西05・西06） - 鹿浜都市農業公園行

江北六丁目団地（都営バスは「江北六丁目団地前」）
- 尾久橋通り北行
  - 都営バス
    - 里48 - 見沼代親水公園駅前行 ※平日のみ運行

  - 東武バスセントラル
    - 西01 - 西新井駅西口（皿沼不動経由）・鹿浜中学校行 ※鹿浜中学校行は平日夜のみ
- 尾久橋通り南行
  - 都営バス
    - 里48 - 日暮里駅前行 ※平日のみ運行

江北陸橋下
- 環七通り外回り
  - 都営バス
    - 王49 - 千住車庫前行・江北駅前行
    - 王49折返 - 足立区役所行

  - 国際興業バス
    - 赤27・赤27-2 - 西新井駅行（西新井陸橋経由）

  - 東武バスセントラル
    - 西01 - 西新井駅西口行（西新井陸橋経由）
    - 王30 - 亀有駅北口行 ※一日2本のみ
    - 深夜31 - 西新井駅西口行（西新井駅入口経由） ※平日深夜のみ

  - 環七通り内回り
  - 都営バス
    - 王49・王49折返 - 王子駅前行

  - 国際興業バス
    - 赤27 - 赤羽駅東口行（環七経由）
    - 赤27-2 - 赤羽車庫行

  - 東武バスセントラル
    - 王30 - 王子駅行（東京女子医大足立医療センター・北区神谷町経由） ※一日2本のみ
- 尾久橋通り北行
  - 都営バス
    - 里48 - 見沼代親水公園駅前行 ※平日のみ運行
- 尾久橋通り南行
  - 都営バス
    - 里48 - 日暮里駅前行 ※平日のみ運行

## 隣の駅
東京都交通局
 日暮里・舎人ライナー
江北駅 (NT 08) - 西新井大師西駅 (NT 09) - 谷在家駅 (NT 10)